# Hernán Siles Zuazo
Hernán Siles Zuazo (ur. 21 marca 1914, zm. 6 sierpnia 1996) – boliwijski polityk.
W 1941 był jednym z założycieli Rewolucyjnego Ruchu Nacjonalistycznego (Movimiento Nacionalista Revolucionario). Od 1946 do 1951 przebywał na emigracji. Po powrocie do kraju od 1952 do 1956 sprawował urząd wiceprezydenta Boliwii, zaś od 1956 do 1960 – prezydenta państwa. W okresach 1964-1970, 1975-1978 i 1980-1982 ponownie był na emigracji. Od 1979 stał na czele Narodowego Ruchu Rewolucyjno-Lewicowego (MNRI). W 1980 został wybrany na prezydenta, ale junta wojskowa nie dopuściła go do władzy. Od 10 października 1982 do 6 sierpnia 1985 ponownie piastował funkcję prezydenta kraju, zaś w roku zakończenia kadencji udał się po raz kolejny na emigrację.
Jego ojcem był Hernando Siles Reyes, a przyrodnim bratem – Luis Adolfo Siles Salinas. Obydwaj byli również prezydentami Boliwii.